# 杜氏鮻
杜氏鮻為輻鰭魚綱鯔形目鯔科的其中一種，分布於東大西洋區，從茅利塔尼亞至南非的淡水、半鹹水及鹹水水域，體長可達40公分，棲息在沿岸海域、河口、溪流，以浮游生物及有機碎屑為食，可做為食用魚。

## 擴展閱讀
維基物種上的相關：杜氏鮻